# Ибн Хиббан
Абу́ Ха́тим Муха́ммад ибн Хибба́н ат-Тами́ми ад-Да́рими аль-Бусти́ (محمد ابن حبان البستی),(883, Лашкаргах — 19 октября 965 или 965, Лашкаргах) — мусульманский учёный, мухаддис, историк, автор известных трудов, «шейх Хорасана».

## Биография
Ибн Хиббан обучался мусульманским наукам у многих видных учёных того времени, среди которых ан-Насаи, аль-Хасан ибн Суфьян, Абу Яла аль-Мавсили, аль-Хусейн ибн Идрис аль-Харави, Абу Халифа аль-Джамхи, Имран ибн Муса ибн Маджаши’, Ахмад ибн аль-Хасан ас-Суфи, Джафар ибн Ахмад ад-Димашки, Абу Бакр ибн Хузайма и другие. Его учениками были Мухаммад ибн Манда, Абу Абдуллах аль-Хаким и др. Ибн Хиббан исполнял обязанности судьи (кади) в Самарканде, отлично разбирался в фикхе и хадисоведение, знал астрономию, медицину и многие другие науки.
Ибн Хиббан «отрицал границу у Аллаха», из-за чего был изгнан из Сиджистана местными ханбалитами.
Ибн Хиббан скончался в Бусте (совр. Лашкаргах) в ночь на пятницу за восемь дней до окончания месяца шавваль 354 года по хиджре.